# Tobelweiher (Berg)
Der Tobelweiher ist ein Teich im Ort Guntershausen bei Berg, einem Ortsteil der Gemeinde Berg im Kanton Thurgau in der Schweiz.

## Lage

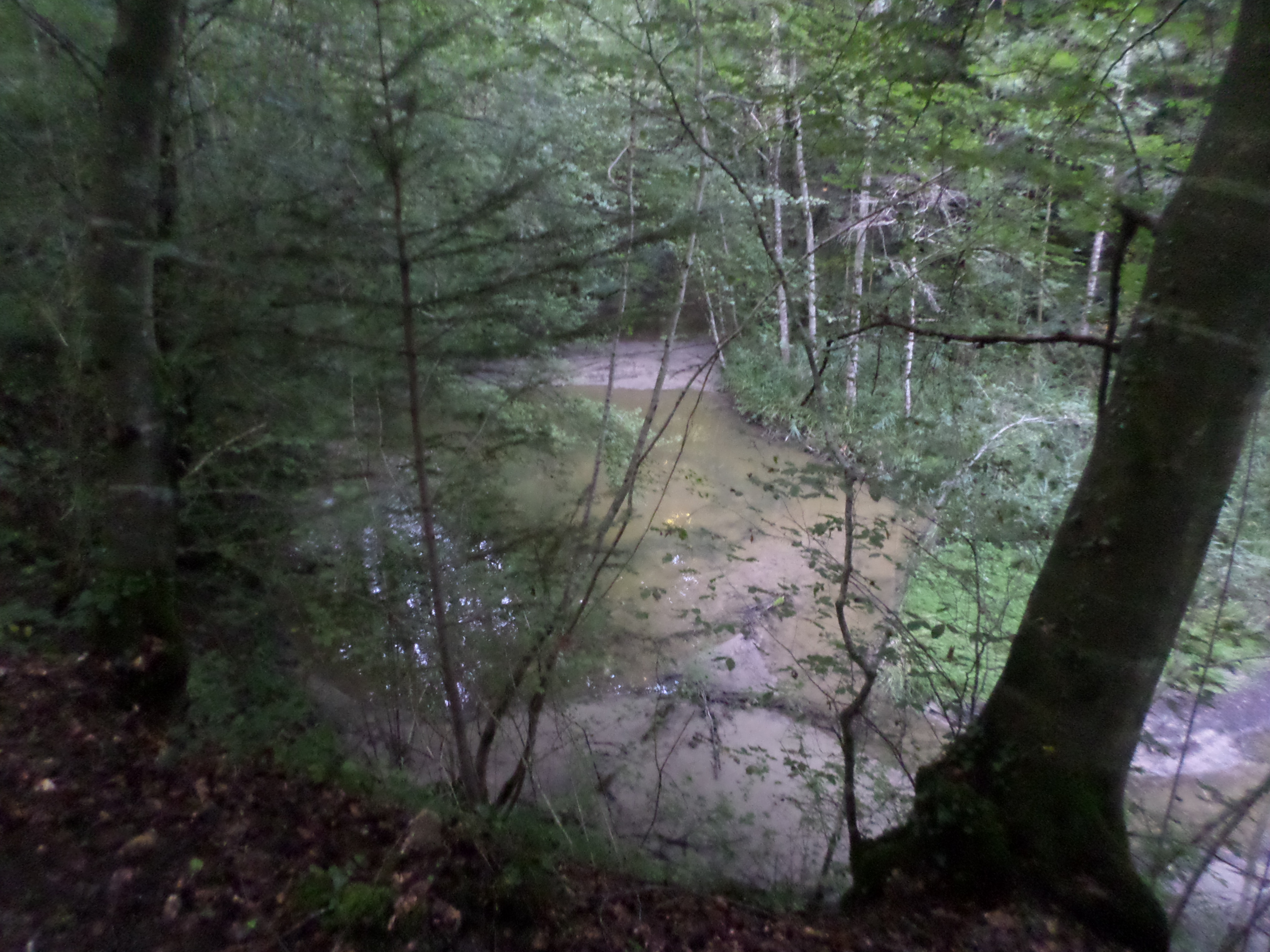

Seit einer Grenzbereinigung zwischen den Gemeinden Berg und Birwinken im Jahr 2008 liegt der Weiher vollständig auf dem Gebiet der Gemeinde Berg. Zuvor ging die Gemeindegrenze durch den Weiher.
Der Tobelbach fliesst in den Tobelweiher und verlässt ihn auch wieder mit diesem Namen.

## Nutzung
Das Gewässer grenzt an einen Wanderweg. Zum Baden ist er nicht geeignet. In dem See wird gefischt, die Jagd- und Fischereiverwaltung des Kantons Thurgau verpachtet die Fischereirechte im Tobelweiher.